# Brian Barritt
Brian Sydney Barritt (Coventry, 29 de noviembre de 1934– Londres, 30 de enero de 2011) fue un escritor inglés vinculado a la Contracultura de los años 60 y 70. Fue amigo y colaborador de figuras notables del underground, como Timothy Leary, William Burroughs, Alex Trocchi y Youth de Killing Joke. Participó en el movimiento beatnik, la psicodelia, el Krautrock y el rave.

## Biografía y obra
Barritt nació en Coventry, Inglaterra, en 1934, en una familia de clase obrera. Durante la Segunda Guerra Mundial, la ciudad fue bombardeada por los nazis, pero en la familia de Barritt no hubo víctimas mortales. Barritt escribió más tarde que la guerra había sido el período más feliz e interesante de su infancia. 
A los 17 años dejó Coventry y se hizo a la mar, trabajando durante tres años como mozo de camarote en barcos de vapor. Conoció así países lejanos, como Japón y Jamaica y se inició en el consumo de opio. A continuación se alistó en el ejército y lo destinaron a Chipre, donde griegos y turcos estaban en guerra. Barritt se ausentó sin permiso para visitar a su novia, Paula, y llegó tarde al desembarco, por lo que hizo el viaje a Chipre bajo arresto. 
Una vez en Chipre, fue sometido a un consejo de guerra tras quedarse dormido durante un tiroteo con los turcos. Pasó el resto de su estancia en la isla en una prisión al aire libre, y de vuelta a Inglaterra lo internaron en la prisión militar de Colchester, considerada la peor de su especie. En sus memorias, Barritt afirma que también estas experiencias le resultaron gratas e instructivas, y que gracias a ellas pudo conocer a mucha gente interesante.
Tras dejar el ejército, Barrit se mudó a Londres en 1958 junto a Paula, con la que había contraído matrimonio. Entró allí en contacto con la rama inglesa del movimiento beatnik, radicada en el Soho, e inició una carrera como pintor expresionista. Paula abandonó a Barritt y este, deprimido, vivió entonces una experiencia que le cambió profundamente: sintió que su vida anterior se desprendía de él y que una luz blanca cegadora le llevaba por un momento a presencia de Dios.
Tras la experiencia, Barritt se volvió una persona centrada, intrépida y libre de preocupaciones. Paula volvió con él. Poco después, Barritt realizó su primer viaje de LSD gracias a su amigo Alexander Trocchi, a quien Michael Hollingshead había remitido el fármaco desde Estados Unidos. Sin saber cuál era la dosis adecuada, Barritt y su mujer se administraron lo que resultó ser seis veces la cantidad recomendada, por lo que vivieron un viaje de enorme intensidad. Aunque Barritt había consumido anteriormente muchas drogas, entre ellas opio, heroína, cocaína, marihuana y anfetaminas, el LSD le deslumbró. Como Hollingshead, Barritt se convirtió en un evangelista de la sustancia, y mantuvo hasta su muerte que la sustancia tenía el potencial de cambiar radicalmente el mundo para mejor, poniendo fin a las guerras.
Cuando Hollingshead regresó al Reino Unido, Barritt trabajó con él distribuyendo LSD sin ánimo de lucro. Formó parte de una red llamada los Mensajeros Místicos, que consideraban su actividad una misión divina.
En 1965, Barritt y Paula partieron a la India con apenas 200 libras en el bolsillo. Llegaron al país tras tres meses de autoestop por Europa, Oriente Medio y Afganistán. Llevaban consigo un suministro de LSD para todo un año, y en el camino adquirieron también grandes cantidades de opio y hachís.
Tras varias aventuras en la India, Barritt regresó a Inglaterra unos meses después, pero en la aduana lo registraron y le encontraron dos kilos de cannabis. El juez que lo condenó a cuatro años de prisión por ello se fijó en su aspecto (menudo, escuálido, greñudo) y declaró que 'una copa de brandy y un buen cigarro jamás le harían eso a un hombre'.
En la cárcel, Barritt comenzó a escribir y fue entregando a los amigos que le visitaban sus notas, que escribía con una plumilla y guardaba pegadas bajo el pene. Dave Ball recopiló las notas y produjo con ellas el primer libro de Barritt, Whispers («Susurros»), que fue muy bien recibido en el circuito underground.
Cuando Barritt volvió a la calle en 1969, se encontró con la floreciente escena hippie y tuvo la sensación de que el LSD que había distribuido había hecho bien su trabajo. Se instaló en Portobello Road con su nueva pareja, Liz Elliot-Cooke, e hizo amistad con William Burroughs.
Cuando Barritt supo en 1971 que Timothy Leary había conseguido huir de prisión y se había refugiado en Argelia, fue a su encuentro para pedirle que escribiera un prólogo para Whispers y ofrecerle su colaboración. 
Barritt y Leary se hicieron enseguida grandes amigos y colaboraron en el desarrollo de un modelo de la experiencia mental humana, que según ellos consta de siete circuitos o niveles. En 1972, ambos colaboraron con la banda alemana de Krautrock Ash Ra Tempel en el disco Seven Up, que ilustra este modelo. Barritt también ayudó a Leary a escribir el libro Confessions of a Hope Fiend y colaboró con varias bandas del Krautrock, como Cosmic Jokers y Black Sun, especialmente dentro del subgénero de la Kosmiche Musik ('música cósmica').
Barritt y Leary mantuvieron su amistad durante la nueva encarcelación de este, pero en 1978 Leary se sintió decepcionado cuando Barritt, que había prometido escribir un libro sobre las experiencias de ambos en África y Europa, se entregó al consumo de heroína y abandonó durante años el proyecto. Por esa razón, en su autobiografía Flashbacks se refirió a Barritt como 'un yonqui mentiroso'. Sin embargo, ambos se reconciliaron antes de la muerte de Leary, y Barritt escribió finalmente el libro prometido, The Road of Excess (1998).
En los años 80, Barritt entró en contacto con la escena rave a través de Joke, bajista del grupo Killing Joke y más tarde de The Orb. 
Sus últimos libros fueron The Road to Tir Na N'og, que definió como «un manual para arqueólogos psicodélicos», y The Nabob of Bombasta, una comedia sexual de ciencia ficción. 
Su única hija, Bella, murió en un accidente de tráfico en 2003. Le sobrevivió su hijastro, David Downey.

## Enlaces
- Página web de Brian Barritt (en inglés)